# Spiroctenus fossorius
Spiroctenus fossorius là một loài nhện trong họ Nemesiidae.
Spiroctenus fossorius được miêu tả năm 1900 bởi Pocock.